# Abor & Tynna
Abor & Tynna este un duet muzical austriac de origine maghiară și românească format din frații Attila (născut pe 27 august 1998) și Tünde Bornemisza (născută pe 22 decembrie 2000). Se specializează în muzică pop, hip-hop și electronică. Cei doi au reprezentat Germania la Eurovision 2025 cu piesa „Baller”, unde au terminat pe locul 15 în clasamentul general, cu 151 de puncte.